# Ferrero
Ferrero SpA je italský výrobce značkové čokolády a cukrovinek, je třetím největším výrobcem cukrovinek a čokolád na světě. Spadají pod něj značky Kinder, Tic Tac, Raffaello, Ferrero Rocher, Mon Chéri či Nutella. Tato firma byla založena v roce 1946 ve severoitalském městě Alba Pietrem Ferrerem, ten vyráběl čokoládové bonbóny a chtěl uspořit peníze, tak do jejich vnitřku dával oříšky, což byl předchůdce Nutelly. Po Pietrovi převzal firmu jeho syn Michele Ferrero a po něm jeho synové. V roce 2018 měla tato firma 22 000 zaměstnanců.